# Comorbilidad
La comorbilidad es un término médico, acuñado por A. R. Fenstein en 1970, que se refiere a dos conceptos:
- La presencia de uno o más trastornos (o enfermedades) además de la enfermedad o trastorno primario.
- El efecto de estos trastornos o enfermedades adicionales.

En el sentido contable del término una comorbilidad es cada una de las condiciones adicionales. La condición adicional puede ser también un trastorno conductual o mental.

## Atención al paciente con comorbilidad
Los pacientes presentan en la consulta médica una amplia gama de problemas de salud en un momento dado. Responder a este tipo de pacientes requiere de la ciencia, la consciencia y la ética. No se limita a lo que se aprende en los libros, ni a los resultados de los ensayos clínicos. Se necesita saber más acerca de la comorbilidad, su evolución y el proceso de atención a pacientes con múltiples enfermedades a la vez.
Los índices de comorbilidad facilitan su investigación, y en algunos casos, permiten su aplicación directa en la clínica. 
Se dispone de un método de abordaje clínico apropiado, el método clínico centrado en el paciente. Sin embargo, para gestionar mejor la comorbilidad se precisa de herramientas de apoyo en la toma de decisiones, así como un modelo organizativo de la atención, centrado en el paciente, orientado a la gestión de problemas de salud, múltiples, crónicos, que ocurren simultáneamente y con un patrón de gravedad cambiante con el tiempo.

## Índices de comorbilidad
En medicina, la comorbilidad describe el efecto de una enfermedad o enfermedades en un paciente cuya enfermedad primaria es otra distinta. Actualmente no existe un método aceptado para cuantificar este tipo de comorbilidad.
Muchos test intentan estandarizar el "peso" o valor de las afecciones comórbidas para decidir si son secundarias o terciarias. Cada test intenta consolidar cada afección comórbida en concreto en una variable individual y predictiva que mida la mortalidad u otros resultados. Los investigadores han "validado" estos test debido a su valor predictivo, pero ninguna prueba ha recibido un reconocimiento como estándar.
El término "comórbido" tiene habitualmente dos definiciones:
1. Indica una condición médica que existe simultáneamente pero con independencia de otra en un paciente (esta es la definición más antigua y la más correcta).
2. Indica una condición médica en un paciente que causa, es causada o está relacionada de cualquier modo con otra condición en el mismo paciente (esta es una definición más nueva, no estándar y menos aceptada).

### Índice de Charlson
El índice de comorbilidad de Charlson predice la mortalidad a un año para un paciente que puede tener un abanico de condiciones comórbidas como enfermedad cardíaca, sida o cáncer (para un total de 22 condiciones). A cada condición se le asigna una puntuación de 1, 2, 3 o 6 dependiendo del riesgo de fallecer asociado a esta condición. Después se suman las puntuaciones y se da una puntuación total que predice la mortalidad. Para un facultativo es útil conocer la agresividad con la que se debe tratar una enfermedad. Por ejemplo, un paciente podría tener cáncer, pero también enfermedad cardíaca y diabetes tan severas que los costes y riesgos del tratamiento sobrepasan el beneficio a corto plazo del tratamiento del cáncer. 
Puesto que los pacientes frecuentemente desconocen la gravedad de su enfermedad, originalmente se suponía que las enfermeras utilizaban los registros del paciente para calcular el índice y determinar si el paciente tenía algún tipo particular de afección. Los estudios subsiguientes adaptaron este procedimiento en forma de un cuestionario para los pacientes.

### DRG
Los pacientes que están más gravemente enfermos tienden a necesitar más recursos hospitalarios que los demás, incluso en el caso de que sean admitidos en el hospital por la misma razón. En reconocimiento de esto último, el manual DRG (diagnosis-related group) divide ciertos grupos con base a la presencia de diagnósticos secundarios para complicaciones específicas o comorbilidades.

## Comorbilidad en la salud mental
En psiquiatría y psicología la comorbilidad consiste en la presencia de más de un diagnóstico que se da en un individuo simultáneamente. En psiquiatría esto no implica necesariamente la presencia de múltiples enfermedades, sino que en realidad puede reflejar la incapacidad en este momento para asignar un único diagnóstico para todos los síntomas. En el Eje I del DSM, el Trastorno por depresión mayor es un trastorno comórbido muy común. Los trastornos de la personalidad del Eje II son a veces criticados porque sus tasas de comorbilidad son excesivamente altas, aproximándose al 60 % en muchos casos, lo cual indica a estos críticos la posibilidad de que estas categorías de enfermedad mental sean distinguidas con demasiada imprecisión para que tengan una utilidad válida para propósitos diagnósticos y, por tanto, para decidir los recursos terapéuticos que se deben emplear.
La comorbilidad también es alta en los toxicómanos, tanto fisiológica como psicológicamente.

## Consecuencias de la comorbilidad
1. La percepción de la calidad de vida se relaciona más con la comorbilidad mental que con la física.
2. Aunque la percepción de la calidad de vida física y emocional empeora a mayor número de enfermedades y a más edad, parece existir un umbral de sufrimiento, relacionado con la edad, sobre el cual la suma de nuevas enfermedades no empeora la percepción de la calidad de vida.
3. La tasa anual de mortalidad se multiplica en presencia de anemia, de insuficiencia cardiaca o de insuficiencia renal (del 4 % al 23 % en presencia de las tres)
4. La comorbilidad incrementa los ingresos hospitalarios por procesos sensibles a la atención ambulatoria y las complicaciones prevenibles asociadas a ingreso hospitalario. Índices más altos de comorbilidad incrementan el consumo de visitas al médico, sobre todo si hay comorbilidad mental.
5. La asociación diabetes y depresión acarrea más gastos de atención primaria, más atención urgente, más ingresos hospitalarios y, en general, más gastos totales. Esa asociación acarrea más probabilidad de tener riesgo vascular, menor adherencia al tratamiento y a la dieta, y peor percepción del estado físico y mental.
6. La ideación suicida es mayor con enfermedad pulmonar obstructiva crónica que con otras enfermedades crónicas orgánicas.
7. El riesgo de crisis coronaria aguda se incrementa con la edad en pacientes con fibrilación auricular, tanto en hombres como en mujeres.
8. Con la comorbilidad se incrementa el uso de IECA, el riesgo de tener depresión, de tomar antidepresivos y de visitar al psiquiatra.[5]